# لی جیانفانگ
لی جیانفانگ (انگلیسی: Li Jianfang؛ زادهٔ ۱۶ فوریهٔ ۱۹۷۲)  بازیکن زن هندبال اهل چین بود. وی در بازی‌های المپیک تابستانی ۱۹۹۶ شرکت کرده‌است.